# Okręg Śląsk Opolski
Okręg Śląsk Opolski (I) – jednostka administracyjna istniejąca na zajętych przez Polskę ziemiach Śląska Opolskiego w latach 1945–1946.
Okręg powstał 14 marca 1945. Obejmował tereny Śląska Opolskiego, które zostały włączone do Polski. 28 czerwca 1946 został rozwiązany i włączony do województwa śląskiego.
Zarządcą Okręgu był pełnomocnik rządu na Okręg Śląsk Opolski Aleksander Zawadzki.